# Pampilhosa
Pampilhosa (por vezes denominada Pampilhosa do Botão[carece de fontes?]) é uma vila portuguesa sede da Freguesia de Pampilhosa do Município de Mealhada, freguesia com 13,60 km² de área e 3858 habitantes (censo de 2021), tendo, assim, uma densidade populacional de 283,7 hab./km². 
Foi integrada no concelho (atual município) da Mealhada a 31 de dezembro de 1853, por desanexação do congénere de Coimbra.
A povoação de Pampilhosa foi elevada à categoria de vila em 1985.
Pampilhosa é um importante centro ferroviário e conserva ainda hoje a sua estação ferroviária, de grande importância a nível nacional, onde se cruzam as linhas do Norte (entre Lisboa e Porto), da Beira Alta (entre a Pampilhosa e Vilar Formoso) e o ramal da Figueira da Foz (entre a Pampilhosa e esta última cidade, via Cantanhede), este último, desativado desde 2009 e já sem carris.
Foi importante na indústria cerâmica no início do século XX, mas a indústria do barro extinguiu-se quase por completo e das outrora grandes fábricas do início do século, hoje subsistem apenas ruínas.
A maior parte da sua população é proveniente de outros lugares, pois desde o início do século XX, fruto do entroncamento das linhas de comboios, da empresa Caminho-de-ferro da Beira Alta, e da empresa Caminhos-de-ferro Portugueses, registou-se um exponencial crescimento populacional. Ficou a dever-se à instalação de Indústrias na zona; indústrias cerâmicas, químicas, transformadoras de madeiras, pois a necessidade de mão-de-obra foi enorme, assim como a procura de emprego.
Em 1947 houve a fusão das duas companhias (como se dizia na época).
Em tempos a estação da Pampilhosa foi a segunda mais importante do país.
Depois de 1974, progressivamente todas as antigas indústrias se extinguiram, no entanto um novo parque industrial foi construído a partir de 1997, noutro local e noutros ramos industriais e comerciais.
A Locomotiva BA61 a vapor da década de 1920, única no mundo, está na Pampilhosa.
Festas populares: Santa Marinha (padroeira), São João, S. Joaquim, Senhor do Lombo e Santo António.

## História
O documento mais antigo que testemunha a existência de Pampilhosa é datado de 1117 e refere a doação desta "vila" ao Mosteiro de Lorvão, por parte dos seus donos, Gonçalo Randulfo e seu filho Telo Gonçalves. As terras da Pampilhosa ficaram assim foreiras daquele Mosteiro até à extinção das Ordens Religiosas.
A descrição feita no documento de doação, revela pormenores que indiciam que a "villa" de Pampilhosa, já teria uma longa existência: vinhas, pomares, casas, currais, terras desbravadas e incultas, pedras móveis ou imóveis, fontes dos montes, campos de regadio, moinhos e até uma Torre.
Para melhor recebimento das rendas e dos foros de oitava, de que alguns lavradores se eximiam, as freiras do Mosteiro resolveram, em determinada época, mandar construir um edifício celeiro em Pampilhosa. Estes tributos eram pagos em cereais (trigo, milho e centeio), azeite e vinho. Depois da extinção das Ordens Religiosas este celeiro foi adquirido pelo vizinho que a confrontava, um "sangrador-barbeiro".
Este conjunto de edificações, classificadas como do século XVI, é hoje conhecida por Casa Rural Quinhentista.
Em finais do século XIX e começos do século XX, era propriedade da importante família dos Melo. Segundo a tradição, era a casa que mais azeite recolhia entre o Douro e o Mondego, ou noutra versão, entre o Vouga e o Mondego. Este património foi adquirido pelo Rancho Folclórico e Grupo Etnográfico da Pampilhosa em 1984 e vem sendo recuperado à medida do apoio das Entidades Oficiais, nomeadamente, da Câmara Municipal de Mealhada. Até meados do século XIX, a Pampilhosa foi sempre um pequeno núcleo rural.
O seu desenvolvimento surge a partir da construção das linhas de caminho de ferro, especialmente da linha da Beira Alta, com a criação do importante entroncamento na Pampilhosa. Seguiu-se a instalação de fábricas de cerâmica, de indústrias de serração, oficinas de olaria, de tanoaria e de ferreiros, fornos de cal e outras actividades (resina, sarro e borras de vinho, adubos, repicagem de limas, etc.).
A 9 de julho de 1985 a Pampilhosa é elevada à categoria de Vila.

## Demografia
A população registada nos censos foi:
| Distribuição da População por Grupos Etários | Distribuição da População por Grupos Etários | Distribuição da População por Grupos Etários | Distribuição da População por Grupos Etários | Distribuição da População por Grupos Etários |
| -------------------------------------------- | -------------------------------------------- | -------------------------------------------- | -------------------------------------------- | -------------------------------------------- |
| Ano                                          | 0-14 Anos                                    | 15-24 Anos                                   | 25-64 Anos                                   | > 65 Anos                                    |
| 2001                                         | 643                                          | 577                                          | 2238                                         | 760                                          |
| 2011                                         | 610                                          | 391                                          | 2286                                         | 811                                          |
| 2021                                         | 472                                          | 392                                          | 2068                                         | 926                                          |

## Localidades da Freguesia
Alguns lugares da freguesia:
- Pampilhosa do Botão (Pampilhosa Alta e Baixa)
- Canedo
- Devesas
- Lagarteira
- Póvoa
- Entroncamento

## Património
- Casa Rural Quinhentista e Museu do Etnográfico da Pampilhosa
- Igreja Matriz
- Vila Rosa
- Capela da Vera Cruz (ruínas)
- Capela de Nossa Senhora do Lombo
- Capela da Lagarteira
- Sucursal da antiga Fábrica de Cerâmica das Devesas e ruínas de outras antigas fábricas de cerâmica